# Murat Salichow
Murat Salichow (ur. 1905 w Rawacie w rejonie Batken, zm. w listopadzie 1938) – radziecki i kirgiski polityk, przewodniczący Rady Komisarzy Ludowych Kirgiskiej SRR w latach 1937-1938.
1921-1925 studiował w Pedagogicznym Instytucie Oświatowym w Taszkencie, po czym został kierownikiem wydziału oświaty ludowej, a w 1927 wydziału propagandy i agitacji kantonowego komitetu WKP(b). 1929-1931 przewodniczący komitetu wykonawczego rady okręgowej w Osz, szef wydziału politycznego w sowchozie, 1934-1937 I sekretarz rejonowego komitetu WKP(b) w Osz, zastępca ludowego komisarza oświaty Kirgiskiej SRR, 1937 zastępca kierownika wydziału rolnego komitetu obwodowego i KC Komunistycznej Partii (bolszewików) Kirgistanu, od czerwca 1937 członek Biura Politycznego KC KP(b)K, od września 1937 III sekretarz KC KP(b)K. Od 8 września 1937 do 15 lutego 1938 przewodniczący Rady Komisarzy Ludowych Kirgiskiej SRR, następnie do 8 maja 1938 p.o. przewodniczącego. 15 maja 1938 aresztowany, w listopadzie skazany na śmierć i rozstrzelany. Pośmiertnie zrehabilitowany.